# Zebraklok (Den Haag)
De klok op het plein voor het Station Den Haag Centraal wordt in de wandeling de zebraklok genoemd. De klok is in 1975 ontworpen door Haagse kunstenaar Jaap Karman in opdracht van de gemeente Den Haag en de Nederlandse Spoorwegen. De opdracht was een kunstzinnige klok te ontwerpen, die van grote afstand en vanuit elke hoek goed leesbaar moest zijn en een contrast moest vormen met zijn omgeving. Zelf wilde Karman dat de klok ook al zou opvallen tussen alle stalen palen voor tramleidingen en verlichting. Hij liet daarom de vlakken van de klok afwijken van de gevels van de gebouwen aan het plein. 
Zijn ontwerp kreeg een hoogte van in totaal 8 meter, op een paal van 6 meter met een ondergrondse fundering en kunststof wijzerplaten met een doorsnede van 2 meter. Hij wordt intern verlicht. De klok zit, zowel in het frame als in de staander, met een pin vast. Na het plaatsen op zijn poot hoeft de klok alleen nog aan de elektriciteitsvoorziening te worden aangesloten.  De tijd wordt bijgehouden door middel van een gps-signaal, waardoor er niet iemand in de paal hoeft te klimmen om alle drie de wijzers handmatig te verzetten. 'Als je rond de zomer- en wintertijd goed oplet zie je de wijzertjes een uur vooruit en terug draaien'. In juli 1977 werd het uurwerk officieel in gebruik genomen. Een half jaar later werd het door een brand verwoest en pas in 1988 weer hersteld en herplaatst. 
In 1997 moest de klok voor de bouw van de Koningstunnel voor het eerst wijken. In mei 2001 kwam de klok weer voor het station te staan.   20 juli 2016 werd de klok opnieuw verplaatst naar een gemeentewerf op de Binckhorst, op de Mercuriusweg bij grond-, weg- en waterbouwbedrijf Meeuwisse. Nu voor de bouw van een ondergrondse fietsenstalling en de nieuwe hoogbouw voor het station. De klok is zo op de werf gezet, dat iedereen die er langs komt het uurwerk kan zien, zowel vanaf de Mercuriusweg als de Neherkade. Hij krijgt ook twee keer per jaar op de werf een onderhoudsbeurt, rond de winter en voor de zomer. 
Het idee om de zebraklok tijdelijk naar een meer centrale locatie in de stad te verplaatsen heeft het nooit gehaald. De kunstenaar had bezwaar tegen de verplaatsing. De klok wordt daarom op de huidige locatie gehandhaafd tot deze weer wordt teruggeplaatst op z'n oude plek.